# Athlon

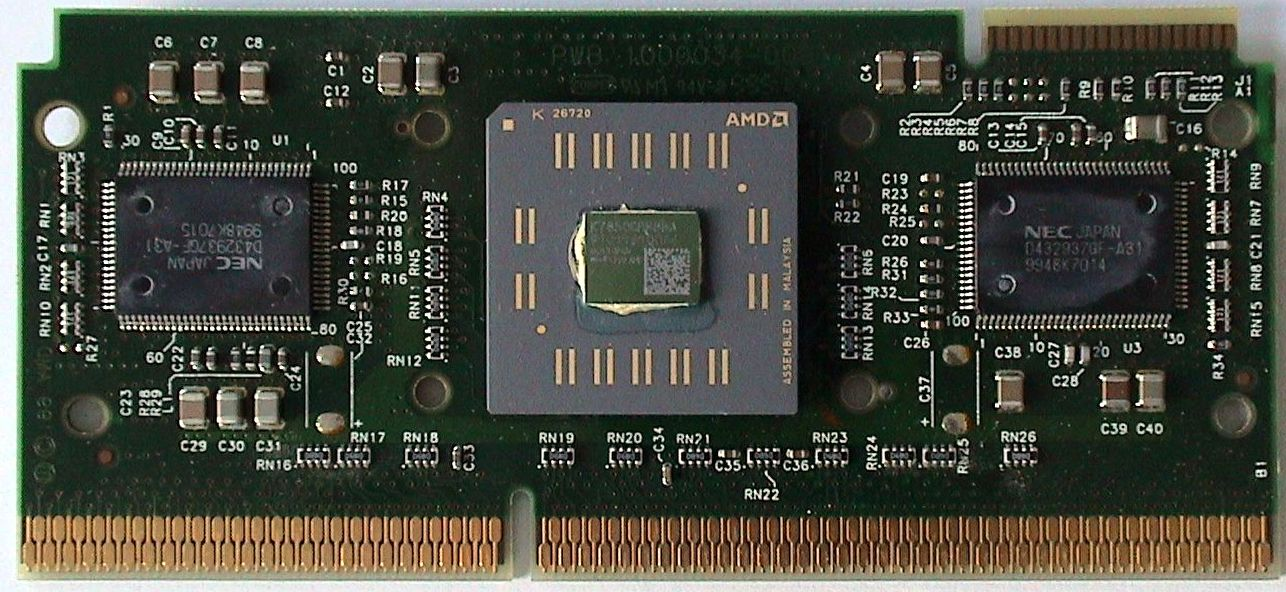
Slot-A Athlon (650 MHz)

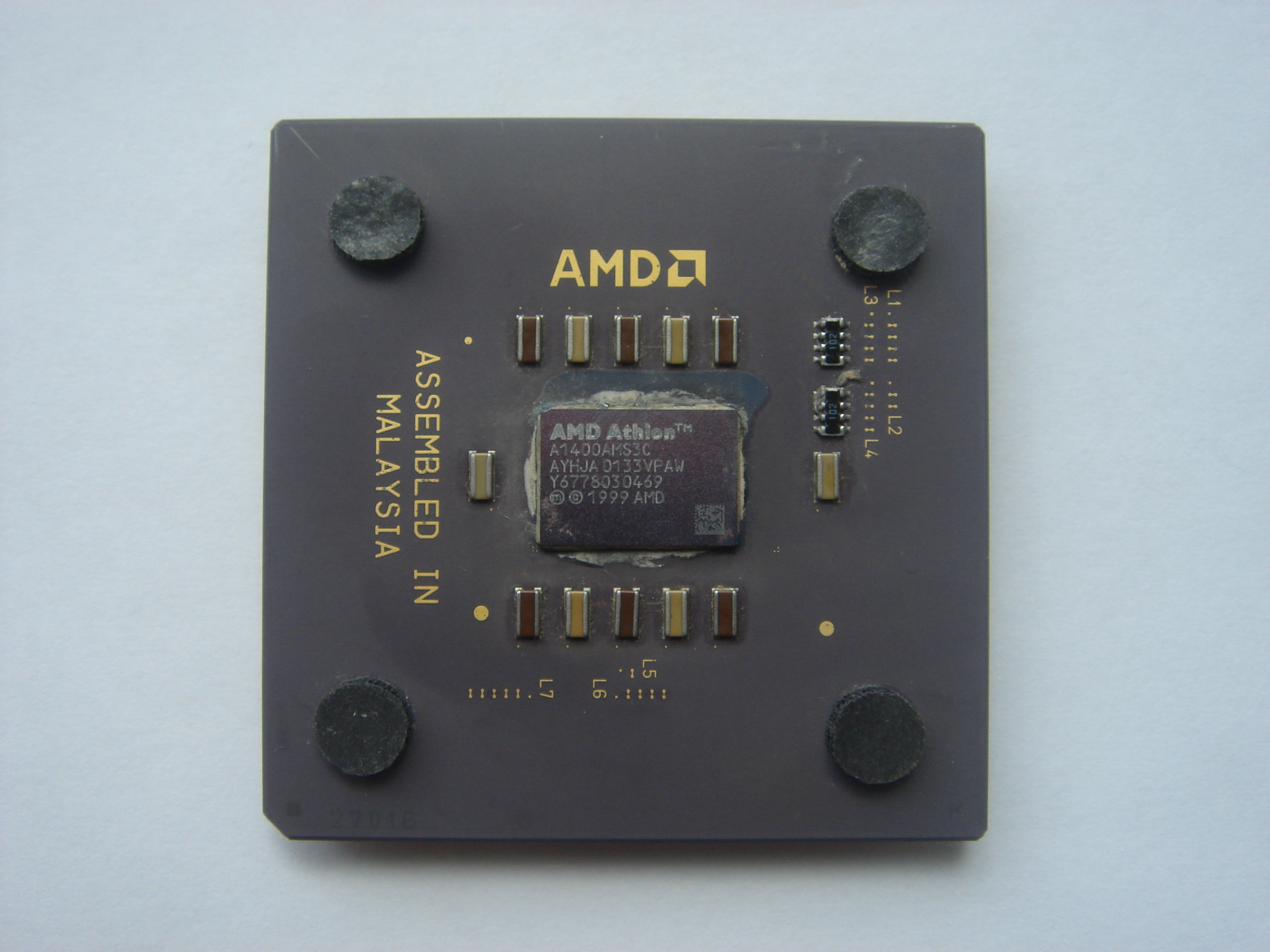
Socket-A Athlon (1400 MHz)

Athlon is een processorfamilie van AMD. Het was de eerste processor met een klokfrequentie van meer dan 1 GHz. De opvolger Athlon XP is op zijn beurt een gelijke strijder tegen de Pentium 4.
De Athlon is er in meerdere uitvoeringen:
- (Classic) Athlon: in een langwerpige kunststof behuizing (zoals de Pentium III in SECC-cartridge) voor moederborden met een Slot-A-connector, in snelheden tussen 500 en 900 MHz.
- Athlon: waarbij de level-2 cache bij de core zit ingebakken, uitgevoerd als platte chip met pinnetjes (zoals de Pin Grid Array Pentium-III), in snelheden tussen 800 en 1400 MHz.
- Athlon XP: verbeterde versie van de Athlon, in socket-462 (socket-a) uitvoering. Deze processor verbruikt minder stroom dan zijn voorganger. De snelheid wordt als Quantispeed-getal aangeduid, tussen 1600+ en 3200+. Dit getal staat volgens AMD voor de snelheid ten opzichte van de originele Athlon. Binnen alledaags gebruik wordt Quantispeed vergeleken met de kloksnelheid van een Intel Pentium-4. De AMD Athlon XP 2000+, bijvoorbeeld, werkt op 1667 MHz, maar is ongeveer even snel als een Pentium-4 met een kloksnelheid van 2000 MHz.
- Athlon 64: de eerste processor met 32/64-bits-architectuur, in snelheden van 2800+ tot 4000+. De processor is er in drie uitvoeringen, te weten met socket-754 en de socket-939 en de actuele socket-AM2. Deze processor kan normale 32-bits-software verwerken, maar ook in combinatie met hiervoor geschikte software in 64-bits-modus draaien. Intel heeft iets later deze techniek ook overgenomen onder de naam EMT64.
- Athlon 64 X2: processoren met een dubbele core, met twee processoren op één chip. Grote snelheidswinst is mogelijk bij geoptimaliseerde software. Deze processor maakt ook gebruik van socket-939 en socket AM2 en is verschenen in snelheden van 3600+ tot 6400+. Van de Athlon 64 X2 bestaan er ook nog zogenaamde EE (energy efficiënt) uitvoeringen. Deze verbruiken aanzienlijk minder energie.

Van de meeste Athlons bestaan er ook eenvoudigere varianten, te weten de Duron, op basis van de Athlon, en de Sempron, met als basis de Athlon 64. Daarnaast zijn er de Athlon M en Turion. Zuinige, mobiele varianten voor laptops van de AMD Athlon en Athlon 64. Daarnaast maakt AMD ook de high-end-Opteron-processoren voor servers en workstations op basis van de Athlon.